# 杵築市立山香病院
杵築市立山香病院（きつきしりつ やまがびょういん）は、大分県杵築市にある公立の病院である。

## 概要

### 病床数
- 138床

### 診療科
- 内科
- 外科胃腸科
- 整形外科
- 眼科
- 小児科
- 泌尿器科
- 耳鼻咽喉科
- 皮膚科
- 人間ドック

## 沿革
- 1955年（昭和30年）3月 - 山香町立病院として発足
- 1980年（昭和55年）11月 - 新病院を竣工
- 1986年（昭和61年） - 山香町立国保総合病院に改称
- 1991年（平成3年） - 健康管理センターを併設
- 2000年（平成12年）4月 - 介護老人保健施設グリーンケアやまがを開所
- 2005年（平成18年）10月1日 - 速見郡山香町の、杵築市・西国東郡大田村との合併にともない、杵築市立山香病院に改称